# Giovanni Battista Hodierna (astronomo)
Giovanni Battista Hodierna, citato anche come Giovan Battista Odierna (Ragusa, 13 aprile 1597 – Palma di Montechiaro, 6 aprile 1660), è stato un presbitero, astronomo e architetto italiano.

## Biografia
Figlio di Vito Dierna, calzolaio e muratore, e di Serafina Rizo, la sua formazione iniziale fu economicamente possibile grazie all'aiuto di un suo ricco parente, don Giuseppe Orlandi, quindi impartita sia da un erudito locale, Mario Bocchieri, che dai frati del Convento francescano di Ragusa (che aveva, tra l'altro, rapporti con l'Università di Padova), mostrando subito una notevole inclinazione per l'astronomia. Infatti, già nel 1618, sulla base della lettura dell'opera Meteore di Agostino Nifo, dal campanile della Chiesa di San Nicola, sita nel punto più elevato di Ragusa, con un cannocchiale galileiano osservò tre comete che si resero visibili fra il 1618 e il 1619.
Dopo una formazione teologica avvenuta fra Ragusa e Siracusa, nel 1622 fu ordinato sacerdote, quindi trascorse alcuni anni a Roma, dove venne in contatto con alcuni membri dell'Accademia dei Lincei, fondata nel 1603, fra cui il siracusano Vincenzo Mirabella, che lo introdusse alle nuove idee galileiane. Ritornato a Ragusa, amministrò regolarmente, dal 1625 al 1636, il sacerdozio nelle varie chiese della città, nonché presso l'aristocrazia locale, in particolare per la nobile famiglia Tomasi (ramo siciliano dei Lampedusa), che poi farà opere di mecenatismo nei suoi confronti. 
Frutto delle sue letture e dei suoi studi sarà, nel 1628, l'opera Nunzio del secolo cristallino, in cui però, oltre a tener conto delle nuove idee galileiane, non abbandonerà del tutto la vecchia teoria geocentrica, esponendo quindi l'astronomia secondo prospettive metafisiche e teologiche. Sulla stessa scia, altre opere verranno pubblicate fra gli anni 1625 e 1631. Infine, nel 1637, assecondando i voleri e le aspirazioni della famiglia Tomasi, partecipò con questa alla fondazione e alla progettazione del ducato di Palma di Montechiaro, dove poi si trasferì e visse – come studioso, insegnante privato, parroco e arciprete – fino alla morte, avvenuta il 6 aprile 1660.
Nel primo periodo trascorso a Palma di Montechiaro, all'incirca fino al 1645, Hodierna scrisse e pubblicò – nel 1644, in volgare – gli Opuscoli, una notevole serie di scritti che compendiano argomenti e tematiche di astronomia, meteorologia, ottica, nonché di struttura microscopica della materia (fu anche assertore dell'atomismo). Dal 1646 in poi, grazie ai contatti con biologi ed anatomisti napoletani e romani, si interessò di biologia animale e zoologia (riscuotendo, peraltro, l'approvazione di Francesco Redi), quindi di fisica – con ulteriori studi sull'opera di Galileo Galilei – e di matematica, diventando, nel 1656, matematico alla Corte dei Tomasi che, nel frattempo, avevano ottenuto la nobilitazione dall'aristocrazia spagnola. Gli ultimi studi e ricerche, distribuiti per l'appunto in innumerevoli opuscoli perlopiù inediti, riguardarono variamente la microanatomia, l'ottica, l'astronomia e l'astrologia, le scienze naturali. Tra queste, la ricerca su L'occhio della mosca, dedicata all'anatomia degli insetti e, appunto, alla struttura anatomica dell'occhio della mosca, lavoro che offrì magistralmente uno dei primi esempi di indagine naturalistica e scientifica condotta con l'ausilio di un microscopio. In contatto con diversi scienziati dell'epoca, fu in corrispondenza con Christiaan Huygens, mentre parte della sua opera sarà poi sotto l'attenzione anche della Royal Society di Londra.
Hodierna divenne noto in Italia e in Europa soprattutto per i suoi studi astronomici, in particolare per le osservazioni astronomiche e le effemeridi dei "pianeti medicei" che gli furono richiesti da Ferdinando II de' Medici, granduca di Toscana. Molte delle sue scoperte di astronomia furono poi raccolte in De systemate orbis cometici, deque admirandis coeli characteribus (forse, la sua opera più importante, a sua volta suddivisa in due parti, la prima De systemate orbis cometici, la seconda De Admirandis Coeli Characteribus, e pubblicata a Palermo nel 1654), che costituì peraltro una delle prime catalogazioni sistematiche di oggetti celesti, fra cui comete, nebulose e ammassi stellari, in cui vennero pure esposte alcune sue teorie circa la loro natura, struttura e la relativa dinamica. Proprio in merito a questo lavoro, studi recenti hanno attribuito già a Hodierna la scoperta di numerosi oggetti stellari che sarebbero poi stati catalogati ufficialmente alcuni secoli dopo: risultò, in particolare, che l'ammasso M47, erroneamente attribuito a Charles Messier, era stato invece scoperto proprio da Hodierna nel 1654, anno in cui scoprì pure la Galassia del Triangolo, la quale venne inclusa nell'ammasso aperto NGC 752 e che fu poi scoperta indipendentemente anche da Charles Messier. Nell'altro opuscolo Medicaeorum Ephemerides (pubblicato a Palermo nel 1656), infine, Hodierna si dedicò allo studio dei satelliti di Giove, scoprì alcune nuove stelle fisse, nonché andò molto vicino nell'identificare pure gli anelli di Saturno, poi scoperti da Huygens.
Molti dei suoi studi e delle sue scoperte, tuttavia, rimasero sconosciuti sino al XX secolo circa, probabilmente perché questi erano in anticipo rispetto ai tempi come la scoperta di stelle doppie , gli studi di ottica, che, secondo alcuni storici, in parte furono antesignani dei risultati che Isaac Newton otterrà dallo studio della luce. Altresì importanti furono gli studi di biologia e zoologia.

## Riconoscimenti
Gli è stato dedicato l'asteroide 21047 Hodierna. A lui è stato anche intitolato il Liceo scientifico di Palma di Montechiaro, un istituto di istruzione superiore di Mussomeli, nonché l'Istituto Scolastico Italiano di Tunisi (già "Scuola italiana di Tunisi"). Inoltre, la città di Roccapalumba, nel palermitano, bandisce annualmente il Premio nazionale "Giovan Battista Hodierna" per le Scienze astronomiche, rivolto a giovani studiosi che si dedicano alla ricerca nel campo dell'astronomia o in altri ambiti scientifici.

## Opere
- Archimede redivivo con la stadera del momento, 1644.
- De admirando coeli characteribus, Palermo, 1654.
- Cometarum anni MDCXVIII brevis historia, Palermo, Bua, 1654.
- De systemate orbis cometici ; deque admirandis coeli characteribus, opuscula …, 1654